# I segreti della mente
I segreti della mente (Chatroom) è un film del 2010 diretto da Hideo Nakata, basato sul lavoro di Enda Walsh.

## Trama
William, un ragazzo che non riesce a relazionarsi con la madre, celebre scrittrice, crea una propria stanza (Chelsea Teens!) nell'ambiente virtuale. Subito affluiscono altri 5 ragazzi con problemi adolescenziali e stringono tra di loro amicizia. William cerca di risolvere in maniera distorta i problemi dei suoi amici, finendo nel riconoscersi in uno di loro; cerca quindi di condurlo al suicidio, essendo egli incapace di uccidersi. Nelle ultime scene l'azione si sposterà nel mondo reale.
I ragazzi sono:
- Emily, una ragazza che soffre delle mancanze affettive da parte dei genitori: seguendo i consigli di William e di Eva, riuscirà ad ottenerle minacciando la propria famiglia con piccoli incidenti;
- Mo, un ragazzo di 17 anni innamorato della sorella undicenne del suo migliore amico, sentendosi quasi alla stregua di un pedofilo. Seguendo i consigli di William, litigherà con il suo amico nel cercare di comunicargli i suoi sentimenti;
- Eva, una ragazza stanca delle sue amicizie finte, si innamorerà di William - ma  capendo le sue intenzioni nei confronti di Jim lo ostacolerà; questo al loro primo incontro colpirà con un pugno William;
- Jim, un ragazzo che soffre della mancanza del padre, che aveva lasciato la famiglia dopo averlo accompagnato allo zoo. Incontra una ragazza che abbandona mentre si stava cambiando nel camerino di un negozio.

Nella parte finale del film William cercherà di portare al suicidio Jim: Eva, Emily, Mo e il suo migliore amico capiranno il suo gioco e cercheranno in tutti i modi di fermarlo.

## Produzione
Il film venne presentato al festival di Cannes del 2010

## Distribuzione

### Data di uscita
Il film venne distribuito in varie nazioni, fra cui:
- Francia 11 agosto 2010, in anteprima il 14 maggio 2010
- Germania, 20 agosto 2010 (Hamburg Fantasy Filmfest)
- Grecia 23 settembre 2010
- Inghilterra, 22 dicembre 2010
- Giappone, 19 marzo 2011
- Svezia 25 maggio 2011
- Italia 2 settembre 2011

### Divieti
Il film è stato vietato ai minori di 17 anni negli Stati Uniti per contenuti violenti e disturbanti. In Italia è stato vietato ai minori di 18 anni.